# Departamento Futaleufú
Futaleufú es un departamento de la provincia del Chubut, Argentina.
Posee una superficie de 9.435 km² y limita al norte con el departamento de Cushamen, al este y al sur con el de Languiñeo, y al oeste con la República de Chile.

## Toponimia
Su nombre proviene del mapudungún fütra (grande) y ḻewfu/lhewfu (río): río grande o gran río.

## Demografía
El censo de 2022 reveló que el departamento tuvo un crecimiento poblacional al arrojar 50.316 habitantes con un incremento similar al censo pasado.
|           | 1895  | 1914     | 1947    | 1960    | 1970    | 1980    | 1991    | 2001    | 2010    | 2022   |
| Población | 1.163 | 6.702    | 10.511  | 15.066  | 20.158  | 24.018  | 30.782  | 37.540  | 43.076  | 50.316 |
| Variación | -     | +476,26% | +56,83% | +43,33% | +33,79% | +19,14% | +28,16% | +21,95% | +14,74% | +16.8% |

Fuente: Instituto Nacional de Estadísticas y Censos, INDEC

## Localidades

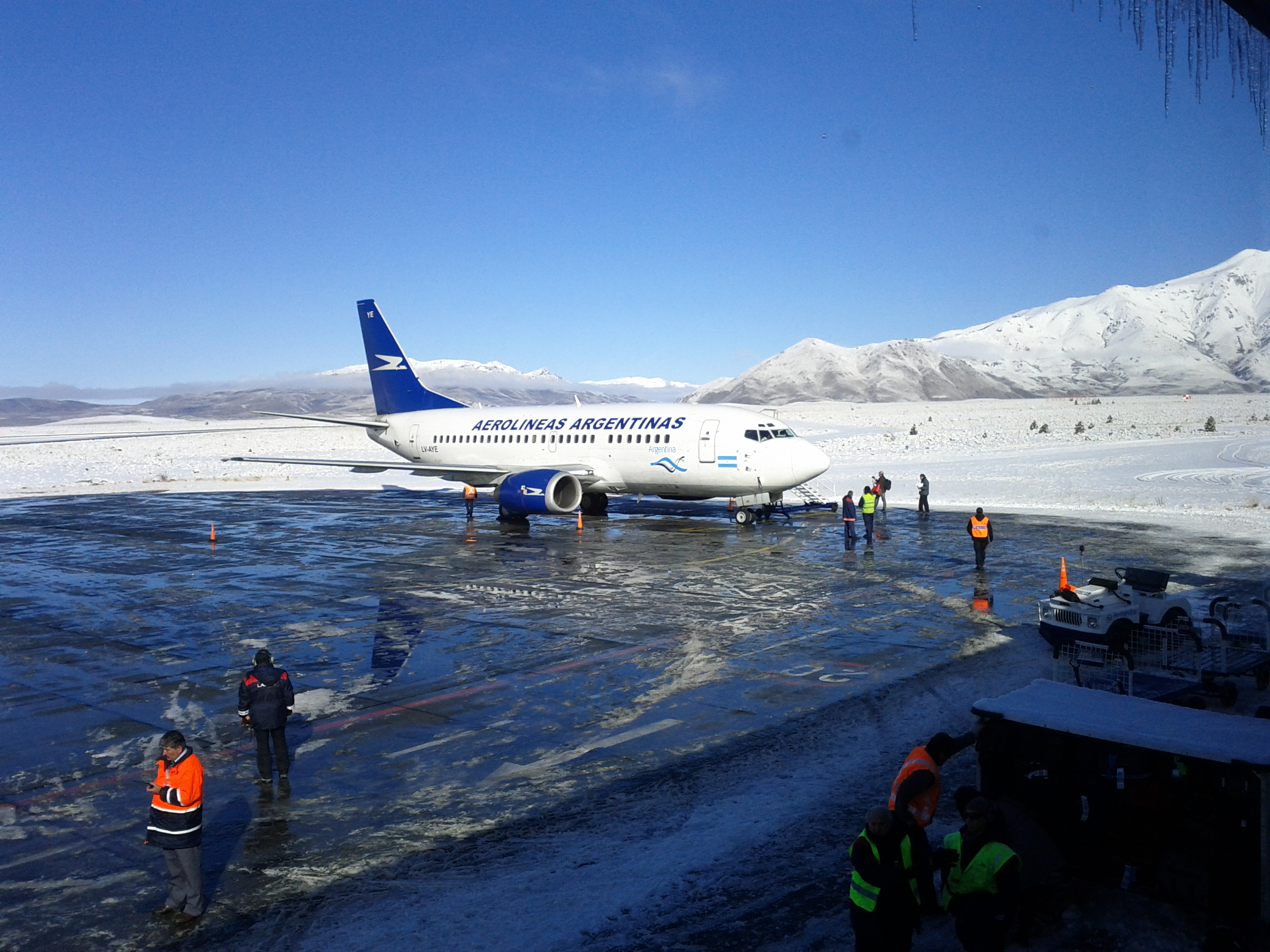
El Aeropuerto Internacional Brigadier General Antonio Parodi, localizado en las afueras de Esquel.

- Esquel
- Trevelin
- Corcovado
- Cerro Centinela
- Lago Rosario
- Los Cipreses
- Villa Futalaufquen
- Aldea Escolar o Los Rápidos

## Parajes
- Barrancas o Mallin Grande
- Cabaña A. Pescado
- El Chaco
- El Valle
- Los Tepues
- Nahuel Pan
- Playa Blanca
- Rincón del Aceite
- Sierra Colorada